# Římskokatolická farnost Cizkrajov
Římskokatolická farnost Cizkrajov je územní společenství římských katolíků v rámci telčského děkanství brněnské diecéze s farním kostelem svatého Petra a Pavla.

## Historie farnosti
Se stavbou farního kostela sv. Petra a Pavla se začalo již ve 13. století, jeho dnešní pozdně gotická podoba pochází z druhé poloviny patnáctého století.

## Duchovní správci
Administrátorem excurrendo byl od 1. října 2011 do července 2014 R. D. Mgr. Michal Polenda. Od srpna 2014 do července 2015 zde působil jako administrátor excurrendo R. D. Mgr. Karel Janů. Od 1. srpna 2015 byl administrátorem R. D. Mgr. Bohumil Urbánek. Dne 1. srpna 2022 se stal administrátorem farnosti R. D. Hynek Šmerda.

## Bohoslužby
| Kostel                | Místo     | Bohoslužba (den)             | Hodina | Poznámka        |
| --------------------- | --------- | ---------------------------- | ------ | --------------- |
| svatého Petra a Pavla | Cizkrajov | sobota                       | 17.00  | farní kostel    |
| Panny Marie Bolestné  | Mutná     | poutní mše od května do září |        | filiální kostel |

## Aktivity ve farnosti
Dnen vzájemných modliteb farností za bohoslovce a bohoslovců za farnosti brněnské diecéze a Adorační den připadá na 13. leden. Ve farnosti se pravidelně koná tříkrálová sbírka. Farnosti Slavonice, Staré Hobzí, Cizkrajov, Nové Sady a Dešná u Dačic vydávají společný farní zpravodaj Poutník.
Fara v Cizkrajově je využívána pro prázdninové pobyty.